# رجینالد بوین
رجینالد بوین (انگلیسی: Reginald Boyne; ۱۶ نوامبر ۱۸۹۱ – ۱۰ مارس ۱۹۶۳) بازیکن فوتبال اهل نیوزیلند بود.
از باشگاه‌هایی که در آن بازی کرده‌است می‌توان به باشگاه فوتبال لستر سیتی، باشگاه فوتبال نوتس کانتی، باشگاه فوتبال استون ویلا، و باشگاه فوتبال برنتفورد اشاره کرد.